# Andrej Belij
Andrej Belij (oroszul: Андрей Белый), sz. Borisz Nyikolajevics Bugajev/Борис Николаевич Бугаев (Moszkva, 1880. október 26. – Moszkva, 1934. január 8.). Író, költő, antropozófus, az orosz szimbolizmus egyik képviselője.

## Élete
Apja Nyikolaj Vasziljevics Bugajev matematikaprofesszor, anyja Alekszandra Dmitrijevna (sz. Jegorova) zongorista volt. A gyermek Andrej intellektuális és művészkörnyezetben nőtt fel, 16 évesen kezdett írni. A gimnázium elvégzése után a Moszkvai Egyetemen fizika-matematikát tanult, 1903-ban doktorált.
1909-ben megismerkedett Aszja Turgenyeva (1890–1966) grafikusművésszel, akit később feleségül vett.
1912-ben találkozott először Rudolf Steinerrel.
1914 márciusától a svájci Dornach-ban éltek. Közreműködtek a Goetheanum, az antropozófia központi épületének építésében.
1916-ban fellelkesülve az oroszországi változásoktól, hazatért. Komoly munkát végzett az Orosz Antropozófiai Társaságban, ahol két év alatt több mint 300 előadást tartottak. Tagjai között volt többek között Mihail Csehov színész és Tatyjana Kiszeljova, aki Dornach-ban az euritmia tanítója volt.
Kiábrándult a forradalom véres következményeitől, majd különvált feleségétől, aki elhagyta Oroszországot.
1921-ben megismerkedett Klavgyija Vasziljevával (1886–1970), újra nősült.
1923-ban betiltották az Orosz Antropozófiai Társaságot, tagjait meghurcolták, sokan munkatáborokban végezték életüket. 1931-ben Belij levelet írt a bolsevista rezsimnek a Társaság és tagjainak üldöztetése miatt, ám minden eredmény nélkül.
Élete utolsó éveiben emlékiratain, valamint főművén dolgozott, melyet háromrészesre tervezett, címe: »A tudati lélek története« lett volna, ám a kézirat végül is befejezetlen maradt.

## Főbb művei
- versek  Archiválva 2006. március 10-i dátummal a Wayback Machine-ben
- 1910. Серебряный голубь – regény. (Az ezüst galamb, ford. Peterdi István, Bp., 1926)
- 1913. Петербург – regény. (Pétervár. Bp., 1985)
- 1915. Котик Летаев – regény. (Keresztrefeszítés. Bp., 1969)
- 1917. Рудольф Штейнер и Гёте в мировоззрении современности – tanulmányok.
- (1975) Verwandeln des Lebens – emlékiratok (Rudolf Steinerről. 37. fejezet) Archiválva 2007. szeptember 28-i dátummal a Wayback Machine-ben

### Magyarul
- Keresztrefeszítés. Regény; ford. Makai Imre, utószó Bakcsi György; Magyar Helikon–Európa, Bp., 1969
- Pétervár. Regény; ford., utószó Makai Imre, jegyz. Bakcsi György; Európa, Bp., 1985